# John Kinyon
John L. Kinyon (Elmira, 23 mei 1918 – Lake City, 26 februari 2002) was een Amerikaanse componist, muziekpedagoog en arrangeur. Hij gebruikte als componist en arrangeur vaak meerdere pseudoniemen zoals: Cora Gable, Leroy Jackson, Dale Launder, James McBeth, J. Menz, Robert Powers, Peter Reynolds, M.M. Smith, V. Stanton, Clark Tyler, B.A. Waltzer.

## Levensloop
Kinyon groeide op in Rochester en studeerde zowel aan het Ithaca College School of Music in Ithaca als aan de bekende Eastman School of Music in Rochester. Hij was hoofd voor de blaasmuziekuitgaven van de muziekuitgeverij Warner Brothers Music in New York. Verder werkte hij als docent en muziekleraar voor verschillende openbare scholen in diverse schooldistricten. Later was hij docent en hoogleraar aan de Universiteit van Miami in Coral Gables. In 1982 ging hij met pensioen. Na zijn pensionering was hij verder bezig als gastdocent en -dirigent, maar ook als veel gevraagd jurylid bij wedstrijden. 
Als componist ontwikkelde hij grote belangstelling voor de literatuur van school- en jeugdharmonieorkesten en verzorgde deze met rond de 350 gepubliceerde werken. Verder schreef hij – soms met andere componisten – verschillende pedagogische werken en instrumentale en orkestmethodes. 
Aan het Ithaca College School of Music bestaat er een John Kinyon Music Education Resource Room.

## Composities

### Werken voor harmonieorkest
- 1950: - Down in the Valley
- 1951: - Folk Song Blues
- 1952: - Sweet Betsy from Pike
- 1953: - Appalachian Suite
  1. Barbara Allen
  2. Lollytoodum
  3. Greensleeves
- 1953: - Irish Folk Tune - "I know where I'm going"
- 1953: - One more River
- 1953: - Processional
- 1954: - Chisholm Trail
- 1954: - Circus Day
- 1955: - Little Irish Suite
- 1955: - Little Scotch Suite
- 1955: - Mexican Folk Dance
- 1955: - Viceroy
- 1956: - Bendemeer's Stream - Irish Folk Tune
- 1956: - Carnival for Trumpets
- 1956: - Cowboy Legend
- 1956: - Junior Varsity
- 1956: - Little English Suite
- 1957: - Aura Lee
- 1957: - Grandfather's Clock
- 1958: - Jubilee - A Medley of Spirituals
- 1959: - Cuban Capers
- 1959: - Scarborough Fair - Old English Folk Song
- 1960: - Battle Hymn of the Republic
- 1961: - Commando Overture
- 1961: - March of the Men of Harlech
- 1961: - Three Christmas Carols
- 1962: - Chanson
- 1962: - Freedom Gate,  ouverture
- 1962: - Little Christmas Suite
- 1962: - Tangotoon, voor jeugdharmonieorkest
- 1963: - Carnival for Percussion
- 1964: - Snappy Snares
- 1965: - Dixieland Blues
- 1965: - Little Town Band
- 1965: - Piper's Picnic
- 1966: - Black Knight
- 1966: - La Boomba
- 1967: - Astro Overture
- 1967: - On top of Old Smoky
- 1968: - Carumba
- 1968: - Royal March

- 1969: - A Londonderry Air
- 1969: - Concerto for Drum Pads
- 1969: - English Hunting Song
- 1969: - Kum Ba Yah
- 1969: - Little Rhapsody, voor piano en harmonieorkest
- 1969: - Monterey Jack March
- 1969: - Tingo Tango - West Indies Folk Song
- 1970: - North by Northwest, concertmars
- 1970: - Timpatico
- 1971: - The Echo Carol
- 1972: - Brothers Two (Frère Jacques), voor kornet, altsaxofoon en jeugdharmonieorkest
- 1972: - The Marines Hymn
- 1973: - Christmas Fantasy
- 1973: - March Rock
- 1974: - Coral Rock
- 1974: - Jazz in a Mellow Mood
- 1974: - Old Macdonald in Stereo
- 1974: - We Wish You a Merry Christmas, voor kinderkoor en harmonieorkest
- 1975: - Jazz on a Lazy Day
- 1977: - Let the Trumpets Ring
- 1977: - March of the Cadets
- 1978: - Panama Rock
- 1978: - Royal Tournament
- 1978: - Scarborough Fair
- 1979: - Dial 135-6421 - A Study in Composition
- 1979: - Drum and Bugle Quickstep
- 1979: - Polka a poco
- 1979: - Sweet and Lowdown
- 1979: - The Twelve Days of Christmas
- 1980: - God Rest You Merry, Gentlemen
- 1981: - A Set of Spirituals
- 1981: - Freedom Gate Overture
- 1981: - Medieval Christmas
- 1981: - Shenandoah Valley, ouverture
- 1982: - Air and Dance
- 1982: - Blue Ridge Rhapsody
- 1982: - High Barbary
- 1982: - March fantastique
- 1982: - The Silver Sceptor, mini ouverture[3]
- 1982: - Vesper Song - Russian Hymn
- 1983: - A Suffolk Celebration
- 1983: - Cherokee Legend
- 1983: - Chorale and Variation

- 1983: - Contrasts
- 1983: - Flurry, voor harmonieorkest
- 1984: - Chops, concertmars
- 1984: - Episode, voor harmonieorkest - ook bewerkt voor Europese harmoniebezetting door Johannes Maria Suykerbuyk
- 1984: - Festivity
- 1984: - Golden Fleece
- 1985: - Devil Dance
- 1985: - Merry Christmas Medley
- 1985: - Roanoke Island
- 1985: - Romantic Essay
- 1986: - City of Glass, ouverture
- 1986: - Dramatic Prelude
- 1987: - Appalachian Trail
- 1987: - Catawba Country
- 1987: - New Age Overture
- 1987: - The Two-Timer March
- 1988: - Christmas Processional
- 1988: - Londonderry Ballad
- 1989: - Festival Overture
- 1990: - Music for a Joyous Occasion
- 1990: - The Windjammer - A Marching Medley of Sea Songs
- 1992: - Concert Jubilee
- 1993: - Let My People Go
- 1993: - Pat-a-pan Processional
- 1994: - A Suite of Spirituals
- 1994: - Oceana Overture
- 1996: - Amazing Grace
- 1996: - Apollo March, voor jeugdharmonieorkest
- 1997: - A Shaker March
- 1997: - Contrasts for Band
- - Alouette
- - Blowing Rock
- - Blue Ridge Overture
- - British Isle Ballads
- - Creole Suite
- - Easy Come, Easy Go
- - Legend - ook bewerkt voor Europese harmoniebezetting door René Pisters
- - March a la mode
- - Pageantry
- - Resolutions, ouverture
- - Romanian Rhapsody
- - Set of Early English Airs
- - The first Tango

### Vocale muziek

#### Werken voor koor
- - O Worship the King, voor gemengd koor - tekst: Robert Grant
- - On Christmas Night, voor gemengd koor
- - Tell Me the Stories of Jesus, voor unisono koor en dwarsfluit
- - We Wish You a Merry Christmas, voor tweestemmig koor

### Pedagogische werken
- 1958: - Breeze Easy Recital Pieces, voor trombone (of Bariton)
- 1958: - Breeze-Easy Method, voor trompet (of kornet)
- 1960: - The Band-Booster, A Method for the Beginning Band
- 1962: - The MPH Band Method, 3 volumes
- 1970: - Stepping Stones to Band Performance
- 1972: - Fun for band - a unique collection of musical games and things-to-do, designed to teach as-well-as entertain ; playable by any combination of instruments and by any number of players from duos to full band

## Publicaties
- The Teacher on the Podium : A Source Book of Basic Conducting Skills and Teaching Concepts for Instrumental Music Teachers, Port Washington, N.Y.: Alfred Pub. Co., 1975. 160 p., ISBN 978-0-882-84028-4
- The Instrumental Music Director's Source Book : A Compendium of Practical Ideas and helpful Information for Today's School Band and Orchestra Director, Sherman Oaks, California: Alfred Pub. Co., 1982. ISBN 978-0-882-84164-9